# Mapplethorpe
Mapplethorpe è un film del 2018 diretto da Ondi Timoner.
La pellicola ripercorre la carriera del fotografo Robert Mapplethorpe fino alla morte causata dall'AIDS nel 1989.

## Produzione

### Riprese
Le riprese principali sono iniziate a New York l'11 luglio 2017 e sono state completate nell'arco di diciannove giorni.

## Distribuzione
Il film ha avuto la sua prima il 22 aprile 2018 in occasione del Tribeca Film Festival. Successivamente è stato distribuito nelle sale statunitensi il 1º marzo 2019.